# Nicole Régnault
Pour les articles homonymes, voir Regnault.
Nicole Régnault, née Nicole Sasserath le 19 mai 1924 dans le 20e arrondissement de Paris et morte le 8 juillet 2022 à Mougins, Alpes-Maritimes, est une comédienne française de théâtre et de cinéma.

## Biographie
Très active du milieu des années 1940 à la fin des années 1950, elle effectue un retour discret à l'écran en 2004 dans la comédie Brice de Nice.

## Filmographie
- 1944 : Les Dames du bois de Boulogne de Robert Bresson
- 1945 : Le Père Serge de Lucien Ganier-Raymond
- 1948 : Bonheur en location de Jean Wall
- 1949 : L'Homme aux mains d'argile de Léon Mathot
- 1950 : Le Gang des tractions-arrière de Jean Loubignac
- 1950 : Piédalu voyage de Jean Loubignac - court métrage -
- 1950 : Le Roi des camelots de André Berthomieu
- 1950 : La Ronde de Max Ophüls
- 1950 : La Vie chantée de Noël-Noël
- 1951 : Le Crime du Bouif de André Cerf
- 1951 : Les Neiges du Kilimandjaro - (The snows of Kilimanjaro) de Henry King
- 1951 : Piedalu à Paris de Jean Loubignac
- 1951 : Le Plaisir de Max Ophüls
- 1951 : Les Sept Péchés capitaux de Georges Lacombe dans le sketch de liaison
- 1952 : La Maison dans la dune de Georges Lampin
- 1952 : L'amour n'est pas un péché de Claude Cariven
- 1952 : Coiffeur pour dames de Jean Boyer
- 1952 : Les Détectives du dimanche de Claude Orval
- 1952 : Elle et moi de Guy Lefranc
- 1952 : L'Île aux femmes nues de Henry Lepage
- 1952 : Nous sommes tous des assassins d'André Cayatte
- 1952 : Piedalu fait des miracles de Jean Loubignac
- 1952 : Week-end à Paris - (Innocent in Paris) de Gordon Parry
- 1953 : Les Compagnes de la nuit de Ralph Habib
- 1954 : Crainquebille de Ralph Habib
- 1954 : Piédalu député de Jean Loubignac
- 1954 : La rafle est pour ce soir de Maurice Dekobra
- 1954 : L'Air de Paris de Marcel Carné
- 1954 : Fantaisie d'un jour de Pierre Cardinal
- 1954 : Les Fruits de l'été de Raymond Bernard - Elle n'apparait pas dans les copies actuellement visibles -
- 1955 : Coup dur chez les mous de Jean Loubignac
- 1955 : Les Hommes en blanc de Ralph Habib
- 1956 : Mon oncle de Jacques Tati
- 1957 : Mission diabolique - (Der fuchs von Paris) de Paul May
- 1957 : Vive les vacances de Roger Pierre et Jean-Marc Thibault
- 1958 : Les Motards de Jean Laviron
- 1958 : Gigi, de Vincente Minnelli
- 1980 : Sacrés gendarmes ou Drôles de gendarmes de Bernard Launois
- 2001 : Chambres d'hôte de Marc Garetto - court métrage -
- 2001 : Trio - anonyme - court métrage -
- 2004 : Brice de Nice de James Huth

## Théâtre
- 1956 : Comme avant, mieux qu'avant de Luigi Pirandello, mise en scène Jean Négroni, Théâtre de Paris